# Поліцентрові
Поліце́нтрові (лат. Polycentridae) — родина дрібних прісноводних риб з ряду окунеподібних (лат. Perciformes).
Представники родини зустрічаються на північному сході Південної Америки, в басейні Амазонки та в тропічних районах уздовж узбережжя Гвінейської затоки в Африці. Це ті області, які в далекому минулому могли з'єднуватись, перебуваючи складі єдиного континенту Гондвана.

## Зовнішність і спосіб життя
Ці риби, часто гротескної форми, мають коротке і високе тіло, сильно сплюснуте з боків, велику голову, маскувальний колір і величезний, глибоко вирізаний рот, який може сильно висуватися вперед. Ці особливості, поряд зі своєрідними рухами, допомагають їм зловити досить велику здобич, у тому числі дрібних риб, водних комах та інших безхребетних.
Поліцентрові є жадібними хижаками і надзвичайними ненажерами. Попри їх слабкі здібності до плавання, вони досить вправні мисливці. Чудово пристосовуючись до оточення, ці хижі риби залишаються непомітними і просто чатують на свою здобич. У потрібний момент вони широко розкривають свої щелепи і миттєво хапають жертву. Поліцентрові здатні впіймати їжу за чверть секунди. Вони справляються із жертвою, що може складати 70-80% їх власної довжини.
Риба-листок в цьому плані є класичним зразком мімікрії в підводному світі. Залишаючись нерухомою, вона плаває біля поверхні водойми, імітуючи листок, який несе за течією.

## Роди і види
Існують певні розбіжності в систематиці родини. За даними електронної бази даних FishBase, до родини Polycentridae зараховуються лише 2 роди (3 види) південноамериканських риб:
- Monocirrhus Heckel, 1840
  - Monocirrhus polyacanthus Heckel, 1840 — Риба-листок
- Polycentrus Müller & Troschel, 1849
  - Polycentrus schomburgkii Müller & Troschel, 1849 — Поліцентр
  - Polycentrus jundia Coutinho & Wosiacki, 2014

Натомість проект ITIS додає до них ще 2 африканські роди (2 види):
- Afronandus Meinken, 1955
  - Afronandus sheljuzhkoi (Meinken, 1954) — Афронандус Шелюжка
- Polycentropsis Boulenger, 1901
  - Polycentropsis abbreviata Boulenger, 1901 — Багатоколючник африканський

Всього виходить 4 роди і 5 видів. Такий варіант класифікації підтверджується даними молекулярних досліджень Коллінза, Бріца і Рюбера, що були опубліковані 2015 року. Аналогічний склад родини наводять також електронна база даних WoRMS і каталог риб Ешмаєра.
Раніше всі ці роди і види відносили до більш широкої родини Нандові (лат. Nandidae).

## Утримання в акваріумі
Їх зовнішній вигляд робить поліцентрових цікавими рибками для любителів акваріума. Тримати цих хижаків у спільному акваріумі в жодному разі не можна, лише у видовому. Помешкання для поліцентрових слід забезпечити великою кількістю схованок, які можна влаштувати із коріння і густих кущів рослин. Яскраве світло їм протипоказане. Певні труднощі виникають із годівлею цих риб, більшість видів віддає перевагу дрібним рибам, проте можна привчити їх до харчування шматочками телячої печінки або серця.